# 边和站
邊和站（越南语：／*/?）是越南同奈省邊和市忠勇坊的一個鐵路車站，位于南北鐵路上，向北距離河內站1697公里，向南距離西貢站29公里。

## 參看
- 越南鐵路運輸